# Timomachos (Stratege)
Timomachos (altgriechisch Τιμόμαχος Timómachos) war ein Athener aus Acharnai. Er war mehrfach Stratege Athens.
366 v. Chr. ließ er Epameinondas ungehindert das Oneion-Gebirge passieren. 361 v. Chr. befehligte er ein Geschwader vor der Chersonesos. Hier holte er seinen Schwager Kallistratos aus Methone zur Hilfe, der sich eigentlich im Exil befand. Nachdem Kotys Sestos eingenommen hatte, wurde Timomachos 360 v. Chr. von Apollodor in einem Eisangelieprozess wegen angeblichen Verrates angeklagt und zum Tode verurteilt. Er konnte vor der Vollstreckung aus Athen fliehen.